# Gereint
Gereint ['gereint], auch Geraint, ist eine Sagengestalt aus der Keltischen Mythologie. Er ist die Titelfigur der mittelkymrischen Erzählung Gereint fab Erbin („Gereint, Erbins Sohn“), einer der „drei Romanzen“ (Y Tair Rhamant).

## Geschichte
Gereint ist vermutlich eine historische Person, die zum Ende des 6. Jahrhunderts lebte. Er ist möglicherweise identisch mit Gerontius, einem Truppenkommandanten des römischen Gegenkaisers Konstantin III., auf dessen Befehl er 407 mit britischen Truppen in Gallien einmarschierte, gegen den er aber bald rebellierte. Konstantins Sohn Constans wurde von Gerontios in Vienne (Vienna) belagert, gefangen genommen und hingerichtet. Die Namen Konstantin und Gerontios sind in der walisischen Sage als Constantin (Vater Erbins) und Gereint (Protagonist und Constantins Enkel) überliefert.
„[…] und Boten sind wir von Erbin, dem Sohn deines Oheims Constantin.“
Ein anderer Gereint wird rund 150 Jahre früher im Y Gododdin als tapferer Kämpfer aus dem Hen Ogledd (dem „alten Norden“) genannt; im Llyfr Du Caerfyrddin („Das Schwarze Buch von Carmarthen“) ist ein Preisgedicht (Englynion Gereint, „Die Strophen Gereints“), für ihn überliefert.
Von Gereint, dem Feind der Unterdrückung,
sah ich weiße Rosse, die Fesseln blutigrot
und nach dem Schlachtruf – grimmen Tod.

## Gereint fab Erbin

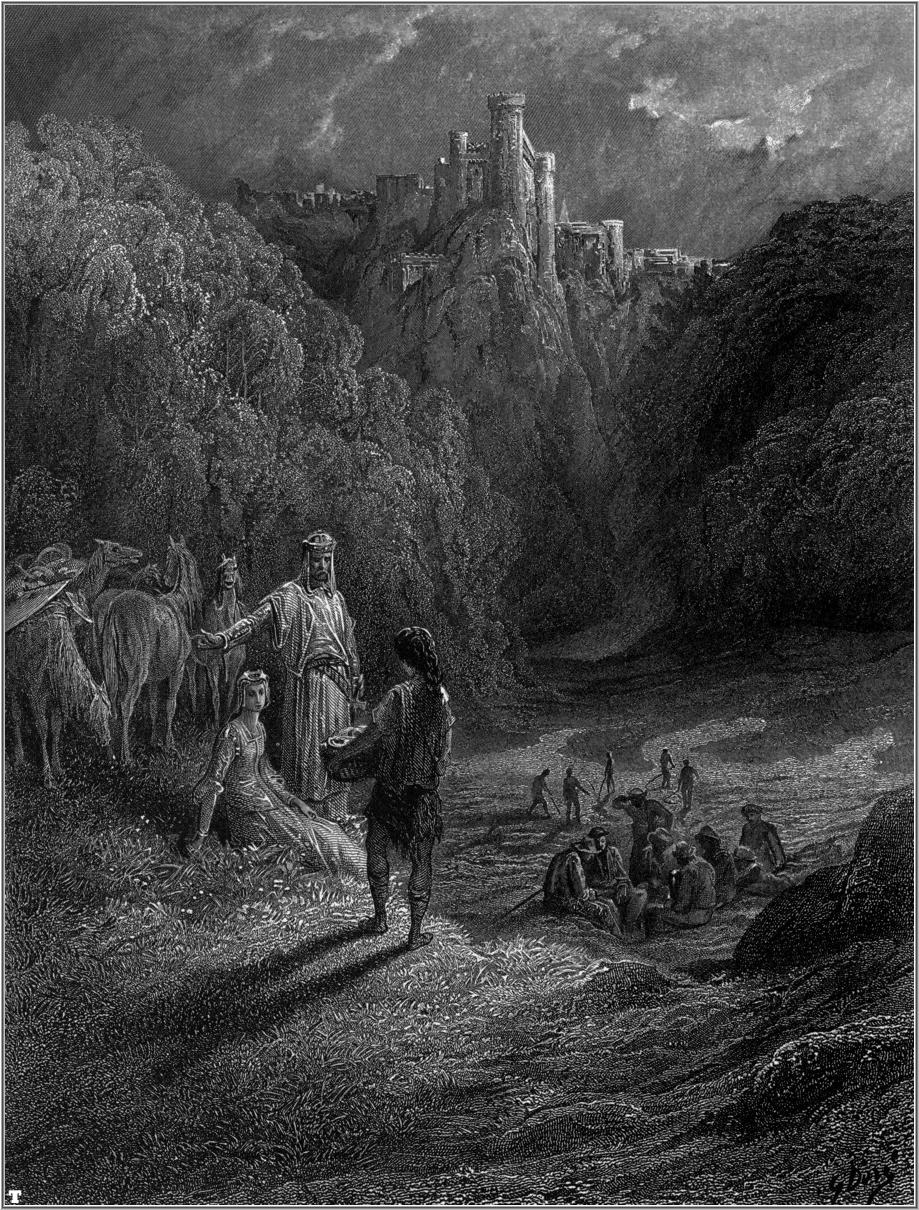
Gereint und Enid
(Gustave Doré, 1878)

Bei der Verfolgung eines unbekannten Ritters, der ihn und die Königin Gwenhwyfar beleidigt hatte, nimmt Gereint fab Erbin Quartier bei einem verarmten Edelmann und lernt dort dessen Tochter Enid kennen, in die er sich sofort verliebt. Er besiegt seinen Feind, verhilft dem Vater des Mädchens wieder zu seinem Besitz und führt Enid als seine Braut an den Hof von König Arthur. Nach der Hochzeit wird er Herrscher im Reich seines alten Vaters Erbin, es kommt jedoch zu einem Zerwürfnis mit seiner jungen Gattin. Da er sie fälschlich der Untreue bezichtigt, zwingt er sie, mit ihm als sein Schildknappe schweigend umherzuziehen.
„Lasst schnell“, befahl er, „mein Pferd satteln und meine Rüstung bereitmachen! Du aber erhebe dich“, fuhr er zu Enit gewendet fort, „kleide dich an und lass dein Pferd satteln und nimm das schlechteste Reitgewand als Kleidung. Und Schande über mich“, rief er, „wenn du hierher zurückkehrst, bevor du erfahren hast, ob ich meine Kraft so vollständig eingebüßt habe, wie du sagst, […]“
Erst nach vielen Abenteuern, bei denen er zuletzt fast zu Tode kommt, erkennt er ihre Treue und Liebe und versöhnt sich wieder mit ihr.

## Matière de Bretagne
In den Roman-Versionen der Matière de Bretagne trägt Gereint bei Chrétien de Troyes in seinem Gedicht Erec et Enide und bei Hartmann von Aue im Erec den Namen Erec.